# Великодний
Великодний (Великодне) — хутір в складі села Підопригори в Україні на  Слобожанщині, у Лебединській міській громаді Сумського району Сумської області. Населення становить 44 осіб. До 2020 орган місцевого самоврядування — Підопригорівська сільська рада.

## Географія
Хутір Великодний знаходиться за 3,9 км від правого берега річки Грунь. На відстані 1,2 км розташоване село Павленкове, за 1,6 км село Протопопівщина, за 2 км село Грицини, за 3,8 км село Катеринівка та за 3 км село Сіренки. Поруч проходить автомобільна дорога Т 1906.
Складається з чотирьох вигонів які мають власні назви, вони розділені ставком і струмками. Один струмок бере початок в “Криничках”, так називається  не заораний луг між сільськогосподарськими полями, на якому завжди пасли корів. Свою назву отримав тому що там було багато криниць. Другий витікає зі ставка який знаходиться в хуторі Ворожки. В 1980 роках на місті цього струмка був ставок, в нього ходили купатися малі діти, люди прали білизну, але з роками він замулився і був засипаний місцевими мешканцями різним сміттям. 
Основна частина хутора, яку називають “Хутір” розташована на продовгуватому-овальному вигоні, який по середині має невелику балку. Люди раніше там копали глину, на будівництво своїх осель. На вигоні знаходиться 2 колодязі, та кладовище, раніше було 18 дворів. 
Від нього через ставок, на захід, знаходиться “Бочанщина”, там було 10 дворів, є не великий, трикутної форми вигін, і два колодязі. 
На південному сході від центру “Хутора”, через місток розташована “Ляхівщина”, вигін трикутної форми, але більший за розмірами чим на “Бочанщині”, було 8 дворів, є один колодязь, раніше було два. Приблизно в 1955 році був побудований невеликий дерев’яний магазин, який працював до 1991 року. Потім в 1991-1992 роках побудували новий, цегляний, який закрився в 2017 році.  
На північному заході від “Хутора”, за трансформатором знаходиться “Захутір”, вигін також трикутної форми, було 9 дворів і один колодязь, але зараз він занедбаний.   
В кожному дворі є фруктові садки, які дуже красиво квітнуть на весні. Місцеві обробляють свої городи, вирощуючи там різні  фрукти та овочі. 
В 1995 році хутір Великодний був газифікований, і при прокладанні газової мережі “Хутір”, “Бочанщина” і “Захутір”, отримали назву вулиці – Степна. А “Ляхівщина”, вулиця Шевченка.

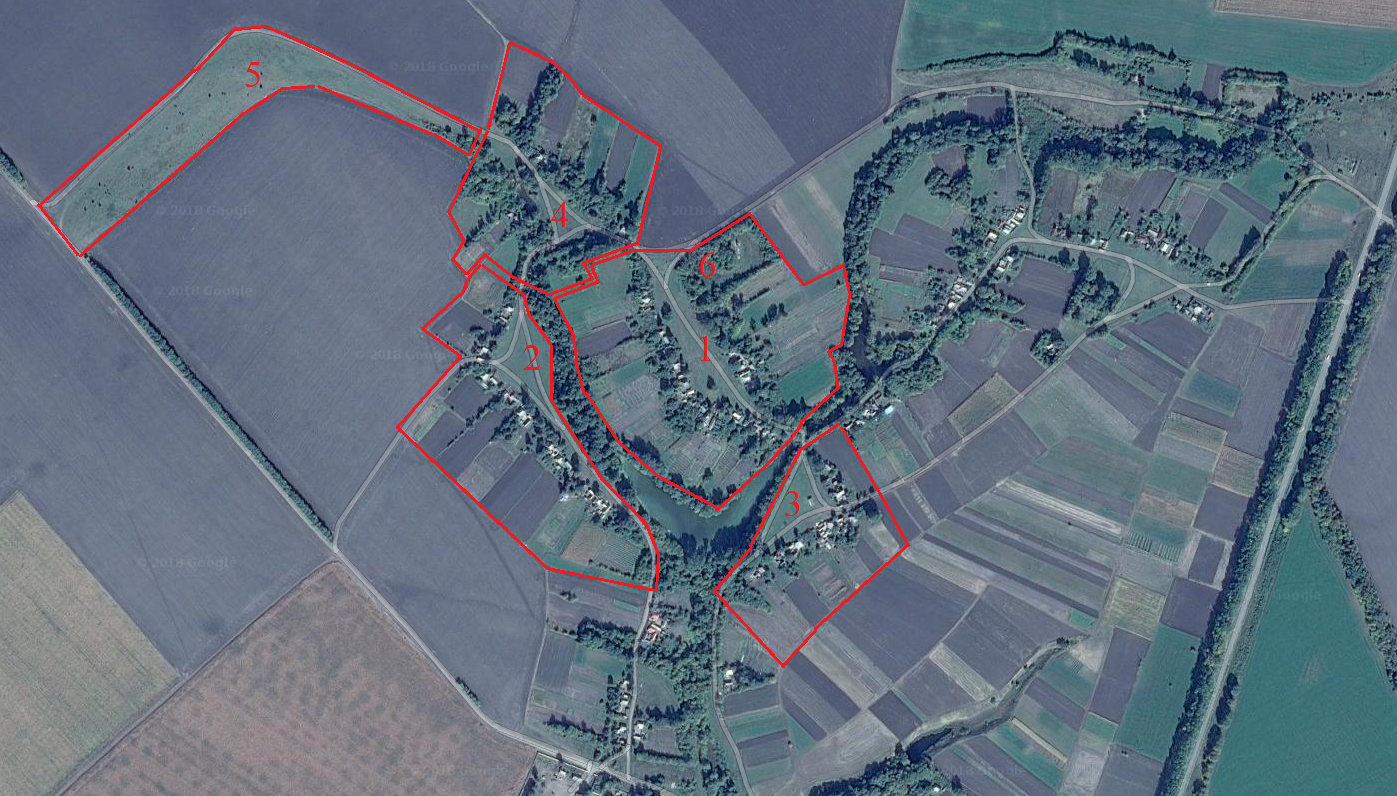
Карта розташування хутора Великодний

1 – “Хутір”. 2 – “Бочанщина”. 3 – “Ляхівщина”. 4 – “За хутір”. 5 – “Кринички”.      6 – Кладовище.
Склад хутора Великодний

## Походження назви
За місцевою легендою, назва села походить від прізвища  козака Андрія Великодного, який в цій місцевості поселив своїх синів, чим саме заснував поселення. 
Приблизно в 1695 році переселенці з  Мижирича приїхали селитися на територію сучасного хутора Великодний. Це була козацька земля від ярків Дубина, Козачка, хуторів  Протопівщини,  Руди і до слободи  Мижиріча.  
Андрій Великодний, який проживав у слободі  Мижиріч  Лебединського повіту  Харківської губернії, був козаком, отримав наділ землі і поселив там своїх синів, Андрія, Павла та Михайла. 
Вони літо прогуляли і не збудували собі житла. Коли прийшла зима, брати повернулися до батька в  Мижиріч, але той наполягав на своєму і синів відправив назад в хутір. Повернувшись вони вирили собі землянки, перезимували і залишились там жити. Хутір був названий в честь їхнього прізвища – Великодний.
Їхні роди отримали назви: Андрія – Андрійцями, Михайла – Михайлушами, Павла – Солодяками.

## Історія
- Хутір Великодний на 1862 рік входив до складу Межиріцької волості (Лебединського повіту)[1].

- За даними на 1864 рік в казенному хуторі Великодний Лебединського повіту Харківської губернії, мешкало 67 осіб (31 чоловічої статі та 36 — жіночої), налічувалось 9 дворових господарств[2].

- Відповідно до Розпорядження Кабінету Міністрів України від 12 червня 2020 року № 723-р «Про визначення адміністративних центрів та затвердження територій територіальних громад Сумської області» увійшло до складу Лебединської міської громади[3].

- Після ліквідації Лебединського району 19 липня 2020 року хутір увійшов до Сумського району[4].